# Everybody's Everything
Pour plus de détails, voir Fiche technique et Distribution.
Everybody's Everything est un film documentaire américain de 2019 sur la vie de Gustav Elijah Åhr, le rappeur, chanteur et auteur-compositeur américain connu professionnellement sous le nom de Lil Peep. Le film est réalisé par Sebastian Jones et Ramez Silyan, produit par Benjamin Soley, et les producteurs exécutifs sont Terrence Malick, Liza Womack et Sarah Stennett. Il relate la vie de Lil Peep depuis son enfance à Long Beach, New York en passant par son ascension fulgurante dans la scène underground et l'industrie musicale, jusqu'à sa mort le 15 novembre 2017 à l'âge de 21 ans. Le film tire son titre de l'une des publications Instagram de Lil Peep, parue la veille de sa mort. « Je veux juste être tout pour tout le monde », a-t-il écrit. Le documentaire est décrit comme un « portrait humaniste qui cherche à comprendre un artiste qui a tenté d'être tout pour tout le monde ».
Le film est présenté en première mondiale au South by Southwest le 10 mars 2019 et est diffusé par Gunpowder & Sky, pour des projections mondiales d'un soir pour les fans, le 12 novembre, avant sa sortie en salle le 15 novembre 2019.
Un album éponyme est sorti par Columbia Records aux côtés du film le 15 novembre 2019.

## Distribution
Générique adapté de Rotten Tomatoes
- Lil Peep (images d’archives)
- Ghostemane
- Horse Head
- Juicy J
- Post Malone
- Rob Cavallo
- Smokeasac
- ILoveMakonnen
- Bighead
- Lil Tracy
- Fish Narc
- JGRXXN
- Mackned
- John Womack
- Liza Womack
- Yawns

## Réception
Sur l'agrégateur de critiques Rotten Tomatoes, le film détient un taux d’approbation de 100 % basée sur les critiques de données, avec une note moyenne des données de 7,4/10. Metacritic, qui utilise une |moyenne pondérée, a attribué au film une note de 73 sur 100, basée sur 6 critiques, indiquant des critiques généralement favorables.
Indiewire classe le film comme l'un des dix meilleurs projets de cinéma et de télévision de SXSW et Variety l'a inclus dans son top douze du festival. Le rappeur Drake a qualifié le film de "génie" dans une interview avec Rap Radar et Justin Staple de Vice l'a nommé « Le document déterminant la génération du Rap SoundCloud ».
Ryan Oliver, de The Playlist, écrit : « Ayant assisté à l'ascension fulgurante de Lil Peep de manière périphérique, Everybody's Everything est un hommage affectueux pour les fans comme pour ceux qui ne le connaissent pas. Pour ces derniers, le documentaire crée un sentiment d'humanité, de fascination et de talent brut indéniable qui permet de comprendre pourquoi sa musique a touché tant de gens en si peu de temps ».  David Ehrlich d'|IndieWire qualifie le film de « sanctification captivante et hypnotique du défunt musicien ». David Fear de Rolling Stone le décrit comme « un film difficile à regarder, et encore plus difficile à détourner du regard. Mais il faut le voir ». De nombreux critiques notent également l'utilisation unique de lettres écrites à Peep par son grand-père John Womack tout au long du film. Andrew Barker, de Variety, les qualifient de « poétiques et déchirants » et a déclaré à propos de la fin « le film retrouve une intensité étonnante dans son épilogue, où Womack, le grand-père de Peep, que l'on n'entendait auparavant qu'en voix off, est autorisé à s'exprimer longuement. Indépendamment de tous les tatouages et de l'outrance calculée qui accompagnent la personnalité artistique de son petit-fils, Womack n'a manifestement jamais cessé de considérer Peep comme son petit garçon, et ses ruminations tranquilles sur la mort et la virilité ont une force bouleversante ».